# Luc Cornillon
Luc Cornillon (* 7. Juni 1957 in Rive-de-Gier) ist ein französischer Comiczeichner und Illustrator.

## Leben
Luc Cornillon studierte an der Kunsthochschule Saint-Étienne. Zusammen mit seinem Kommilitonen Yves Chaland publizierte er ein Fanzine und wurde auf diese Weise für das Magazin Métal hurlant entdeckt. Hier entstanden einige Kurzgeschichten im retro-futuristischen Design. Weitere Arbeiten entstanden für die Magazine L’Écho des Savanes, Charlie Mensuel und Pilote. In Deutschland kamen seine Kurzgeschichten in Schwermetall zum Abdruck. Es erschienen zwei Alben, Rächende Diamanten (Becker&Knigge, 1982) und Marsmenschen greifen an! (Carlsen, 1986).
Weiterhin ist er als Illustrator und Werbegrafiker tätig.